# Simon Poulsen
Simon Poulsen (Sønderborg, 7 oktober 1984) is een Deens voormalig betaald voetballer die bij voorkeur als linksback speelde. Poulsen was tussen 2007 en 2015 international in het Deens voetbalelftal, waarvoor hij 32 interlands speelde. In januari 2019 beëindigde Poulsen zijn professionele voetballoopbaan.

## Clubcarrière
Poulsens loopbaan in het betaald voetbal begon in 2002 bij HFK Sønderjylland (dat in 2003 zijn naam veranderde in SønderjyskE), toen actief in de 1. division. Hij speelde er vier seizoenen en droeg bij aan promotie naar de Superligaen in 2005. In augustus 2005 verhuisde hij naar nationaal concurrent FC Midtjylland, waarvoor hij in twee seizoenen 63 wedstrijden speelde en vijf doelpunten maakte.
Op 23 december 2007 tekende Poulsen voor vierenhalf jaar bij AZ. In de zomer van 2012 vertrok hij van daaruit transfervrij naar Sampdoria. In januari 2014 ontbond hij in overleg met UC Sampdoria zijn contract nadat hij op een zijspoor was beland. Poulsen keerde terug bij AZ. Hier tekende hij ditmaal voor anderhalf jaar. Poulsen ondertekende in mei 2015 vervolgens een contract voor twee seizoenen bij PSV, dat hem daarmee per 1 juli van dat jaar transfervrij overnam.
Poulsen werd op 8 mei 2016 landskampioen met PSV. De club begon aan de laatste speelronde van het seizoen met evenveel punten als Ajax, maar met een doelsaldo dat zes doelpunten minder was. PSV won die dag vervolgens met 1-3 uit bij PEC Zwolle, terwijl Ajax uit bij De Graafschap met 1-1 gelijkspeelde. Poulsen zelf kwam gedurende het seizoen twee competitiewedstrijden in actie. In het volgende seizoen kwam hij gedurende de eerste zes maanden niet verder dan zeven wedstrijden in Jong PSV.
Poulsen tekende in januari 2017 een contract tot in eerste instantie 31 december 2018 bij SønderjyskE, de nummer zes van de Superligaen op dat moment. Hij zette in januari 2019 een punt achter zijn loopbaan.

## Interlandcarrière
In mei 2006 werd Poulsen geselecteerd voor het Deense voetbalelftal onder 21 voor het Europees kampioenschap voetbal onder 21. In dat elftal speelde hij elf wedstrijden. In maart 2007 debuteerde hij vervolgens onder leiding van bondscoach Morten Olsen tegen Duitsland in het Deense nationale team. Olsen nam hem drie jaar later mee naar zijn eerste grote toernooi, het wereldkampioenschap voetbal 2010. Op dat toernooi kopte Poulsen op 14 juni 2010 via ploeggenoot Daniel Agger in eigen doel in de groepswedstrijd tegen Nederland. Daardoor kwamen de Denen met 1–0 achter in het met 2–0 door Nederland gewonnen duel. Poulsen was ook basisspeler tegen Kameroen (1–2 winst) en Japan (1–3 verlies), waarna Denemarken uitgeschakeld was.
Poulsen nam met Denemarken ook deel aan het Europees kampioenschap voetbal 2012 in Polen en Oekraïne, waar de selectie van bondscoach Olsen in de groepsfase werd uitgeschakeld. Op de verrassende 1–0 overwinning op Nederland volgden nederlagen tegen Portugal (2–3) en Duitsland (1–2), waardoor de Denen als derde eindigden in groep B.
| Interlands van Simon Poulsen voor Denemarken | Interlands van Simon Poulsen voor Denemarken | Interlands van Simon Poulsen voor Denemarken | Interlands van Simon Poulsen voor Denemarken | Interlands van Simon Poulsen voor Denemarken | Interlands van Simon Poulsen voor Denemarken |
| №                                            | Datum                                        | Wedstrijd                                    | Uitslag                                      | Competitie                                   | Goals                                        |
| Als speler van FC Midtjylland                | Als speler van FC Midtjylland                | Als speler van FC Midtjylland                | Als speler van FC Midtjylland                | Als speler van FC Midtjylland                | Als speler van FC Midtjylland                |
| -------------------------------------------- | -------------------------------------------- | -------------------------------------------- | -------------------------------------------- | -------------------------------------------- | -------------------------------------------- |
| 1                                            | 28 maart 2007                                | Duitsland – Denemarken                       | 0 – 1                                        | Oefeninterland                               |                                              |
| 2                                            | 17 november 2007                             | Noord-Ierland – Denemarken                   | 2 – 1                                        | EK-kwalificatie                              |                                              |
| 3                                            | 21 november 2007                             | Denemarken – IJsland                         | 3 – 0                                        | EK-kwalificatie                              |                                              |
| Als speler van AZ Alkmaar                    |                                              |                                              |                                              |                                              |                                              |
| 4                                            | 27 mei 2010                                  | Denemarken – Senegal                         | 2 – 0                                        | Oefeninterland                               |                                              |
| 5                                            | 5 juni 2010                                  | Zuid-Afrika – Denemarken                     | 1 – 0                                        | Oefeninterland                               |                                              |
| 6                                            | 14 juni 2010                                 | Denemarken – Nederland                       | 0 – 2                                        | WK-eindronde                                 |                                              |
| 7                                            | 19 juni 2010                                 | Kameroen – Denemarken                        | 1 – 2                                        | WK-eindronde                                 |                                              |
| 8                                            | 24 juni 2010                                 | Japan – Denemarken                           | 3 – 1                                        | WK-eindronde                                 |                                              |
| 9                                            | 11 augustus 2010                             | Denemarken – Duitsland                       | 2 – 2                                        | Oefeninterland                               |                                              |
| 10                                           | 9 februari 2011                              | Denemarken – Engeland                        | 1 – 2                                        | Oefeninterland                               |                                              |
| 11                                           | 29 maart 2011                                | Slowakije – Denemarken                       | 1 – 2                                        | Oefeninterland                               |                                              |
| 12                                           | 4 juni 2011                                  | IJsland – Denemarken                         | 0 – 2                                        | EK-kwalificatie                              |                                              |
| 13                                           | 7 oktober 2011                               | Cyprus – Denemarken                          | 1 – 4                                        | EK-kwalificatie                              |                                              |
| 14                                           | 11 oktober 2011                              | Denemarken – Portugal                        | 2 – 1                                        | EK-kwalificatie                              |                                              |
| 15                                           | 11 november 2011                             | Denemarken – Zweden                          | 2 – 0                                        | Oefeninterland                               |                                              |
| 16                                           | 29 februari 2012                             | Denemarken – Rusland                         | 0 – 2                                        | Oefeninterland                               |                                              |
| 17                                           | 26 mei 2012                                  | Brazilië – Denemarken                        | 3 – 1                                        | Oefeninterland                               |                                              |
| 18                                           | 2 juni 2012                                  | Denemarken – Australië                       | 2 – 0                                        | Oefeninterland                               |                                              |
| 19                                           | 9 juni 2012                                  | Denemarken – Nederland                       | 1 – 0                                        | EK-eindronde                                 |                                              |
| 20                                           | 13 juni 2012                                 | Denemarken – Portugal                        | 2 – 3                                        | EK-eindronde                                 |                                              |
| 21                                           | 17 juni 2012                                 | Denemarken – Duitsland                       | 1 – 2                                        | EK-eindronde                                 |                                              |
| Als speler van UC Sampdoria                  |                                              |                                              |                                              |                                              |                                              |
| 22                                           | 22 maart 2013                                | Tsjechië – Denemarken                        | 0 – 3                                        | WK-kwalificatie                              |                                              |
| 23                                           | 26 maart 2013                                | Denemarken – Bulgarije                       | 1 – 1                                        | WK-kwalificatie                              |                                              |
| 24                                           | 5 juni 2013                                  | Denemarken – Georgië                         | 2 – 1                                        | Oefeninterland                               |                                              |
| 25                                           | 11 juni 2013                                 | Denemarken – Armenië                         | 0 – 4                                        | WK-kwalificatie                              |                                              |
| Als speler van AZ                            |                                              |                                              |                                              |                                              |                                              |
| 26                                           | 14 oktober 2014                              | Denemarken – Portugal                        | 0 – 1                                        | EK-kwalificatie                              |                                              |
| 27                                           | 14 november 2014                             | Servië – Denemarken                          | 1 – 3                                        | EK-kwalificatie                              |                                              |
| 28                                           | 18 november 2014                             | Roemenië – Denemarken                        | 2 – 0                                        | Oefeninterland                               |                                              |
| 29                                           | 25 maart 2015                                | Denemarken – Verenigde Staten                | 3 – 2                                        | Oefeninterland                               |                                              |
| 30                                           | 29 maart 2015                                | Frankrijk – Denemarken                       | 2 – 0                                        | Oefeninterland                               |                                              |

## Erelijst
| Competitie           |        |         |    |    |
| Competitie           | Aantal | Jaren   |    |    |
| AZ                   | AZ     | AZ      | AZ | AZ |
| -------------------- | ------ | ------- | -- | -- |
| Kampioen Eredivisie  | 1x     | 2008/09 |    |    |
| Johan Cruijff Schaal | 1x     | 2009    |    |    |
| PSV                  |        |         |    |    |
| Kampioen Eredivisie  | 1x     | 2015/16 |    |    |
| Johan Cruijff Schaal | 1x     | 2015    |    |    |